# Ганс-Юрген Штамер
Ганс-Юрген Штамер (нім. Hans-Jürgen Sthamer; 26 липня 1919, Любек — 24 серпня 1944, Баренцове море) — німецький офіцер-підводник, оберлейтенант-цур-зее крігсмаріне. Кавалер Німецького хреста в золоті.

## Біографія
9 жовтня 1937 року вступив на флот. З грудня 1939 року проходив підготовку на важкому крейсері «Адмірал Гіппер», в березні-вересні 1940 року — в училищі морської авіації в Рюгені. В жовтні-листопаді 1940 року служив в запасних частинах морської бомбардувальної авіації, з листопада 1940 року — в 2-й групі 30-ї бомбардувальної ескадри. З березні-вересні 1942 року пройшов підводника. З вересня 1943 року — 1-й вахтовий офіцер на підводному човні U-593, з січня 1943 року — на U-604. В червні 1943 року переданий в розпорядження 9-ї флотилії. З липня 1943 року — 1-й вахтовий офіцер на U-91. З грудня 1943 по лютий 1944 року пройшов курс командира човна. З 20 лютого 1944 року — командир U-354, на якому здійснив 4 походи (разом 85 днів у морі). 24 серпня 1944 року U-354 був потоплений в Баренцовому морі північно-східніше мису Нордкап (72°49′ пн. ш. 30°41′ сх. д.) глибинними бомбами британських шлюпів «Мермейд», «Пікок», фрегата «Лох Данвеган» і есмінця «Кеппель». Всі 51 члени екіпажу загинули.
Всього за час бойових дій потопив 2 кораблі загальною водотоннажністю 12 720 тонн.
| Дата           | Назва корабля                            | Тип                  | Тоннаж | Екіпаж | Загинули | Країна             |
| -------------- | ---------------------------------------- | -------------------- | ------ | ------ | -------- | ------------------ |
| 22 серпня 1944 | HMS Nabob (D77) (безповоротно втрачений) | Ескортний авіаносець | 11,420 | 836    | 21       | Британська імперія |
| 22 серпня 1944 | HMS Bickerton (K466)                     | Фрегат               | 1,300  | ?      | 38       | Британська імперія |

## Звання
- Кандидат в офіцери (9 жовтня 1937)
- Морський кадет (28 червня 1938)
- Фенріх-цур-зее (1 квітня 1939)
- Оберфенріх-цур-зее (1 березня 1940)
- Лейтенант-цур-зее (1 травня 1940)
- Оберлейтенант-цур-зее (1 квітня 1942)

## Нагороди
- Нагрудний знак пілота
- Залізний хрест 2-го і 1-го класу
- Нагрудний знак підводника
- Німецький хрест в золоті (31 серпня 1944, посмертно)